# Hypnum macilentum
Hypnum macilentum là một loài Rêu trong họ Hypnaceae. Loài này được Wilson mô tả khoa học đầu tiên năm 1859.